# Valle Bonito
Valle Bonito är en ort i Mexiko.   Den ligger i kommunen Tijuana och delstaten Baja California, i den nordvästra delen av landet, 2 300 km nordväst om huvudstaden Mexico City. Valle Bonito ligger 141 meter över havet och antalet invånare är 595.
Terrängen runt Valle Bonito är huvudsakligen kuperad. Valle Bonito ligger nere i en dal. Runt Valle Bonito är det tätbefolkat, med 913 invånare per kvadratkilometer. Närmaste större samhälle är Tijuana, 14,2 km nordväst om Valle Bonito. Omgivningarna runt Valle Bonito är i huvudsak ett öppet busklandskap.